# Transformação linear

A reflexão em torno do eixo Oy é um exemplo de transformação linear.

Em álgebra linear, uma transformação linear é um tipo particular de função entre dois espaços vetoriais que preserva as operações de adição vetorial e multiplicação por escalar. Uma transformação linear também pode ser chamada de aplicação linear ou mapa linear. No caso em que o domínio e o contradomínio coincidem, é usada a expressão operador linear. Na linguagem da álgebra abstrata, uma transformação linear é um homomorfismo de espaços vetoriais.

## Definição e consequências imediatas
Sejam {\displaystyle V} e {\displaystyle W} espaços vetoriais sobre o mesmo corpo {\displaystyle K.}
Diz-se que uma função {\displaystyle T:V\rightarrow {W}} é uma transformação linear se, para quaisquer {\displaystyle u,v\in {V}} e {\displaystyle \alpha \in {K},}valem as relações:
- {\displaystyle T(v+u)=T(v)+T(u);}
- {\displaystyle T(\alpha v)=\alpha T(v).}

### Exemplos[2]
- a função {\displaystyle T} de {\displaystyle K} em {\displaystyle K} definida por {\displaystyle T(x)=3x;}
- a função {\displaystyle T} de {\displaystyle K^{2}} em {\displaystyle K} definida por {\displaystyle T(x,y)=x+y;}
- a função {\displaystyle T} de {\displaystyle K^{2}} em {\displaystyle K^{2}} definida por {\displaystyle T(x,y)=(3x+y,2x-2y);}
- se {\displaystyle D} for o espaço das funções deriváveis de {\displaystyle \mathbb {R} } em {\displaystyle \mathbb {R} }, e se {\displaystyle F} for o espaço de todas as funções de {\displaystyle \mathbb {R} } em {\displaystyle \mathbb {R} }, então a derivação (isto é, a função de {\displaystyle D} em {\displaystyle C} que envia cada função na sua derivada) é linear.

Em contrapartida, se {\displaystyle a\in K-\{0\}}, então a função {\displaystyle T} de {\displaystyle K} em {\displaystyle K} definida por {\displaystyle T(x)=x+a} não é uma transformação linear.
Se {\displaystyle T} for uma função de um espaço vetorial {\displaystyle V} num espaço vetorial {\displaystyle W,} então afirmar que {\displaystyle T} é linear equivale a afirmar que {\displaystyle T} preserva combinações lineares de pares de vetores, isto é, para quaisquer dois vetores {\displaystyle v_{1},v_{2}} ∈ {\displaystyle V} e dois escalares {\displaystyle \alpha _{1},\alpha _{2}} ∈ {\displaystyle K:}
{\displaystyle T(\alpha _{1}v_{1}+\alpha _{2}v_{2})=\alpha _{1}T(v_{1})+\alpha _{2}T(v_{2})}
Para qualquer aplicação linear {\displaystyle T} de {\displaystyle V} em {\displaystyle W}, tem-se:
- {\displaystyle T(0)=0,} pois {\displaystyle T(0)=T(0-0)=T(0)-T(0)=0.}
- se {\displaystyle v} ∈ {\displaystyle V,} então {\displaystyle T(-v)=-T(v),} pois {\displaystyle T(v)+T(-v)=T(v-v)=T(0)=0.}

## Função linear

Uma função linear

Função linear é a função matemática que possui duas propriedades:
- Aditividade:

{\displaystyle f(x+x')=f(x)+f(x');}
- Homogeneidade:

{\displaystyle f(ax)=af(x).}
Em suma:
{\displaystyle f(ax+bx')=af(x)+bf(x')}
As funções lineares são funções cujo gráfico é uma recta que atravessa a origem do plano cartesiano, isto é, em que b=0.

### Definição
Chama-se função linear à função definida por uma equação da forma {\displaystyle y=ax,} em que {\displaystyle a} é um número real.
- {\displaystyle y} é a variável dependente e {\displaystyle x} a variável independente;
- {\displaystyle a} é o coeficiente angular.

Nota: geralmente os economistas chamam a qualquer reta da forma {\displaystyle y=mx+b} uma função linear. No entanto, o conceito puro matemático, requer que a ordenada na origem seja zero para que a função seja considerada linear. Quando {\displaystyle b} é diferente de zero, passa-se a chamar de função afim.
A definição mais geral de função linear é feita no contexto da álgebra linear, e depende do conceito de espaço vetorial.
Sejam {\displaystyle (V,F,\oplus _{V},\otimes _{V},+,\times ){\mbox{ e }}(W,F,\oplus _{W},\otimes _{W},+,\times )} espaços vetoriais. Uma função {\displaystyle f:V\rightarrow W} é uma função linear se ela satisfaz os seguintes axiomas:
- {\displaystyle \forall x,y\in V\ (f(x\oplus _{V}y)=f(x)\oplus _{W}f(y))}
- {\displaystyle \forall a\in F\ \forall v\in V\ (f(a\otimes _{V}v)=a\otimes _{W}f(v))}

Note-se que, quando não existe possibilidade de confusão, escreve-se + e . para as somas de vetores e produto de escalar por vetor, e os axiomas ficam:
- {\displaystyle \forall x,y\in V\ (f(x+y)=f(x)+f(y))}
- {\displaystyle \forall a\in F\ \forall v\in V\ (f(a\ v)=a\ f(v))}

## Núcleo
O núcleo de uma transformação linear {\displaystyle T} de {\displaystyle V} em {\displaystyle W,} denotado por {\displaystyle \ker(T),} é o conjunto {\displaystyle \{v\in V\,|\,T(v)=0\},} em que {\displaystyle 0} é o vetor nulo de {\displaystyle W.}
Exemplo: O núcleo da função {\displaystyle T} de {\displaystyle K^{3}} em {\displaystyle K^{3}} definida por {\displaystyle T(x,y,z)=(2x-z,2z+y,x+y+3z/2)} é:
{\displaystyle \ker(T)=\left\{(x,y,z)\,|\,x=z/2=-y/4\right\}}
O conjunto {\displaystyle \ker(T)} é um subespaço vetorial de V, pois se {\displaystyle v_{1},v_{2}} ∈ {\displaystyle \ker(T)} e se {\displaystyle \alpha _{1},\alpha _{2}} ∈ {\displaystyle K,} então {\displaystyle T(\alpha _{1}v_{1}+\alpha _{2}v_{2})=\alpha _{1}T(v_{1})+\alpha _{2}T(v_{2})=0,} ou seja, {\displaystyle \alpha _{1}v_{1}+\alpha _{2}v_{2}} ∈ {\displaystyle \ker(T).}
Se uma aplicação linear {\displaystyle T} de {\displaystyle V} em {\displaystyle W} for injectiva, então {\displaystyle \ker(T)=\{0\},} pois {\displaystyle T(0)=0} e, portanto, pela injectividade de {\displaystyle T,} o único vector {\displaystyle v} ∈ {\displaystyle V} tal que {\displaystyle T(v)=0} é {\displaystyle 0.} Reciprocamente, se {\displaystyle \ker(T)=\{0\},} então {\displaystyle T} é injectiva, pois, dados {\displaystyle v,w} ∈ {\displaystyle V:}
{\displaystyle T(v)=T(w)\Longleftrightarrow T(v)-T(w)=0\Longleftrightarrow T(v-w)=0\Longleftrightarrow v-w\in \ker(T)\Rightarrow v-w=0\Longleftrightarrow v=w}

## Imagem
Sejam {\displaystyle V} e {\displaystyle W} espaços vetoriais sobre um corpo {\displaystyle K.} A imagem de uma transformação linear {\displaystyle T} de {\displaystyle V} em {\displaystyle W} é o conjunto:
{\displaystyle \operatorname {Im} (T)=\{f(v)\,|\,v\in V\}}
Sejam {\displaystyle w_{1},w_{2}} dois elementos da imagem de {\displaystyle T} e sejam {\displaystyle \alpha _{1},\alpha _{2}\in K.} Então, como {\displaystyle w_{1},w_{2}} estão na imagem de {\displaystyle T,} há vectores {\displaystyle v_{1},v_{2}\in V} tais que {\displaystyle w_{1}=T(v_{1})} e que {\displaystyle w_{2}=T(v_{2}),} pelo que:
{\displaystyle \alpha _{1}w_{1}+\alpha _{2}w_{2}=\alpha _{1}T(v_{1})+\alpha _{2}T(v_{2})=T(\alpha _{1}v_{1}+\alpha _{2}v_{2})\in \mathop {\mathrm {Im} } (T)}
Logo, {\displaystyle \operatorname {Im} (T)} é um subespaço vetorial de {\displaystyle W.}

## Dimensão da imagem e do núcleo
Sejam {\displaystyle V} e {\displaystyle W} espaços vetoriais sobre um corpo {\displaystyle K,} sendo {\displaystyle V} de dimensão finita, e seja {\displaystyle T} uma transformação linear de {\displaystyle V} em {\displaystyle W.} Então
{\displaystyle \dim(V)=\dim(\ker(T))+\dim(\operatorname {Im} (T)).}
Vai ser visto como se pode demonstrar esse facto. Seja {\displaystyle n=\dim(\ker(T))} e seja {\displaystyle \{v_{1},v_{2},} …{\displaystyle ,v_{n}\}} uma base de {\displaystyle \ker(T).} Como {\displaystyle \ker(T)} é um subespaço de {\displaystyle V,} pode-se completar essa base até obtermos uma base de {\displaystyle V.} Sejam então {\displaystyle w_{1},w_{2},}  … {\displaystyle ,w_{m}} ∈ {\displaystyle V} tais que {\displaystyle \{v_{1},v_{2},} …{\displaystyle ,v_{n},w_{1},w_{2},} …{\displaystyle ,w_{m}\}} seja uma base de {\displaystyle V;} em particular, {\displaystyle \dim(V)=n+m.} Vai-se provar que {\displaystyle \{T(w_{1}),} …{\displaystyle ,T(w_{m})\}} é uma base de Im{\displaystyle (T),} de onde resultará que
{\displaystyle \dim(\operatorname {Im} (T))=m=(m+n)-n=\dim(V)-\dim(\ker(T)).}
Se {\displaystyle w} ∈ Im{\displaystyle (T),} então {\displaystyle w=T(v)} para algum {\displaystyle v} ∈ {\displaystyle V} e {\displaystyle v} pode ser escrito sob a forma
{\displaystyle v=\alpha _{1}v_{1}+\cdots \alpha _{n}v_{n}+\beta _{1}w_{1}+\cdots +\beta _{m}w_{m},}
pelo que
{\displaystyle T(v)=\beta _{1}T(w_{1})+\cdots +\beta _{m}T(w_{m}),}
visto que {\displaystyle v_{1},v_{2},\ldots ,v_{n}} ∈ {\displaystyle \ker(T).} Isto prova que {\displaystyle \{T(w_{1}),\ldots ,T(w_{m})\}} gera {\displaystyle \operatorname {Im} (T).} Por outro lado, os vetores {\displaystyle T(w_{1}),T(w_{2}),\ldots ,T(w_{m})} são linearmente independentes, pois se {\displaystyle \alpha _{1},\alpha _{2},\ldots ,\alpha _{m}} ∈ {\displaystyle K} forem tais que
{\displaystyle \alpha _{1}T(w_{1})+\alpha _{2}T(w_{2})+\cdots +\alpha _{m}T(w_{m})=0,}
então
{\displaystyle T{\bigl (}\alpha _{1}w_{1}+\alpha _{2}w_{2}+\cdots +\alpha _{m}w_{m}{\bigr )}=0\Rightarrow \alpha _{1}w_{1}+\alpha _{2}w_{2}+\cdots +\alpha _{m}w_{m}\in \ker(T),}
de onde resulta que {\displaystyle \alpha _{1}w_{1}+\alpha _{2}w_{2}+\ldots +\alpha _{m}w_{m}} é uma combinação linear dos vetores {\displaystyle v_{1},v_{2},\ldots ,v_{n},} o que é só é possível se {\displaystyle \alpha _{1}=\alpha _{2}=\ldots =\alpha _{m}=0,} pois o conjunto {\displaystyle \{v_{1},v_{2},\ldots ,v_{n},w_{1},w_{2},\ldots ,w_{m}\}} é uma base e, portanto, linearmente independente.
Este teorema também pode ser estendido para dimensões infinitas, mas, neste caso, sua demonstração e até o enunciado dependem do axioma da escolha.

## Tipos especiais
Denomina-se isomorfismo uma transformação linear que seja bijetiva.
Denomina-se endomorfismo ou operador linear uma transformação linear de um espaço vetorial «nele mesmo», ou seja, uma transformação que tenha domínio igual ao contradomínio.
Se {\displaystyle T} for um endomorfismo de um espaço vetorial {\displaystyle V} de dimensão finita, então são condições equivalentes:
1. {\displaystyle T} é injetivo;
2. {\displaystyle T} é sobrejetivo;
3. {\displaystyle T} é bijetivo.

É claro que a terceira condição implica as outras duas. Se {\displaystyle T} for sobrejetivo, então
{\displaystyle \dim(V)=\dim(\operatorname {Im} (T))=\dim(V)-\dim(\ker(T)),}
pelo que {\displaystyle \dim(\ker(T))=0} e, portanto, {\displaystyle \ker(T)=\{0\},} pelo que {\displaystyle T} é injetivo. Por outro lado, se {\displaystyle T} for injetivo, então
{\displaystyle 0=\dim(\ker(T))=\dim(V)-\dim(\operatorname {Im} (T)),}
pelo que {\displaystyle \dim(V)=\dim(\operatorname {Im} (T))} e, portanto, {\displaystyle V=\operatorname {Im} (T),} ou seja, {\displaystyle T} é sobrejetivo.

## Exemplos de matrizes de transformações lineares
Alguns casos especiais de transformações lineares do espaço R2 são bastante elucidativas:
- rotação de 90 graus no sentido anti-horário: {\displaystyle \mathbf {A} ={\begin{bmatrix}0&-1\\1&0\end{bmatrix}}}
- rotação por {\displaystyle \theta } graus no sentido anti-horário: {\displaystyle \mathbf {A} ={\begin{bmatrix}\cos(\theta )&-\mathrm {sen} \,(\theta )\\\mathrm {sen} \,(\theta )&\cos(\theta )\end{bmatrix}}}
- reflexão em torno do eixo x: {\displaystyle \mathbf {A} ={\begin{bmatrix}1&0\\0&-1\end{bmatrix}}}
- reflexão em torno do eixo y: {\displaystyle \mathbf {A} ={\begin{bmatrix}-1&0\\0&1\end{bmatrix}}}
- projeção sobre o eixo y: {\displaystyle \mathbf {A} ={\begin{bmatrix}0&0\\0&1\end{bmatrix}}.}

## Espaço das transformações lineares
Sejam {\displaystyle V} e {\displaystyle W} espaços vetoriais sobre o corpo {\displaystyle K.} Seja {\displaystyle L(V,W)} definido como o conjunto de todas transformações lineares de {\displaystyle V} em {\displaystyle W.} Como funções, para quaisquer operadores {\displaystyle T} e {\displaystyle U} e qualquer escalar {\displaystyle a,} podemos definir {\displaystyle T+U} e {\displaystyle aT} por:
{\displaystyle (T+U)(v)=T(v)+U(v)}
{\displaystyle (aT)(v)=aT(v)}
É imediato provar que {\displaystyle T+U} e {\displaystyle aT} também são transformações lineares de {\displaystyle V} em {\displaystyle W,} e que {\displaystyle L(V,W)} com a soma de transformações e a multiplicação de um escalar por uma transformação forma um espaço vetorial sobre {\displaystyle K.}
Pelo fato de que, dadas bases de {\displaystyle V} e {\displaystyle W,} temos uma representação de cada transformação linear através de uma matriz de dimensão {\displaystyle n} × {\displaystyle m,} concluímos que a dimensão de {\displaystyle L(V,W)} é {\displaystyle nm} (no caso de dimensão infinita, algum cuidado deve ser tomado nesta demonstração).

### Espaço dos operadores lineares
Um caso particular importante é o espaço {\displaystyle L(V,V),} das transformações lineares de um espaço vectorial nele mesmo (operadores lineares).
Como a composição de operadores lineares é um operador linear, este espaço tem uma estrutura de álgebra, em que a composição de funções faz o papel do produto de operadores.
Assim, dado um operador linear {\displaystyle T,} podem-se definir as potências {\displaystyle T^{2},T^{3},} ou, de modo geral, {\displaystyle T^{n},\forall n\in \mathbb {Z^{+}} .} Portanto, se {\displaystyle p(x)} é um polinômio com coeficientes no corpo de escalares, faz sentido definir {\displaystyle p(T):}
{\displaystyle p(x)=a_{0}+a_{1}x+\ldots +a_{n}x^{n}\implies p(T)=a_{0}I_{V}+a_{1}T+\ldots +a_{n}T^{n},}
em que {\displaystyle I_{V}} é o operador identidade em {\displaystyle V.}
Verificam-se facilmente as seguintes propriedades:
- Se {\displaystyle p(x)} e {\displaystyle q(x)} são polinômios, então {\displaystyle p(T)+q(T)=(p+q)(T)} e {\displaystyle p(T)q(T)=(pq)(T).}

Se o espaço {\displaystyle V} tem dimensão finita {\displaystyle n,} então {\displaystyle L(V,V)} também tem dimensão finita {\displaystyle n^{2}.} Portanto, o conjunto de {\displaystyle n^{2}+1} operadores {\displaystyle \{I_{V},T,\ldots ,T^{n^{2}}\}} é linearmente dependente. Logo, existem escalares {\displaystyle a_{0},a_{1},\ldots a_{n^{2}},} não todos nulos, tais que {\displaystyle a_{0}I_{V}+a_{1}T+\ldots +a_{n^{2}}T^{n^{2}}=0.} Ou seja, existe um polinômio não-nulo {\displaystyle p(x)} tal que {\displaystyle p(T)=0}.
Se existe um polinômio não-nulo  {\displaystyle f(x)} tal que {\displaystyle f(T)=0}, então o conjunto não-vazio dos polinômio {\displaystyle q(x)} tais que {\displaystyle q(T)=0} forma um ideal no anel de todos polinômios com coeficientes no corpo. Portanto, existe um único polinômio mônico {\displaystyle p(x)} tal que {\displaystyle p(T)=0}. Este polinômio é chamado de polinômio mínimo de {\displaystyle T.}

## Espaço dual
Seja {\displaystyle V} um espaço vetorial sobre um corpo {\displaystyle K.} O espaço dual de {\displaystyle V,} representado por {\displaystyle V^{*},} é o espaço vetorial {\displaystyle L(V,K)} das transformações lineares de {\displaystyle V} em {\displaystyle K.}